# Epicypta nigroflava
Epicypta nigroflava är en tvåvingeart som först beskrevs av Senior-white 1922.  Epicypta nigroflava ingår i släktet Epicypta och familjen svampmyggor. Inga underarter finns listade i Catalogue of Life.